# SN 1054
초신성 1054(SN 1054)는 1054년 7월 4일에 폭발이 관측된 초신성으로, 지금의 황소자리 게 성운을 만든 초신성이다. 당시의 최대밝기는 -6등성으로 추정된다. 이 초신성은 II형에 속한다고 볼 수 있다.

## 역사

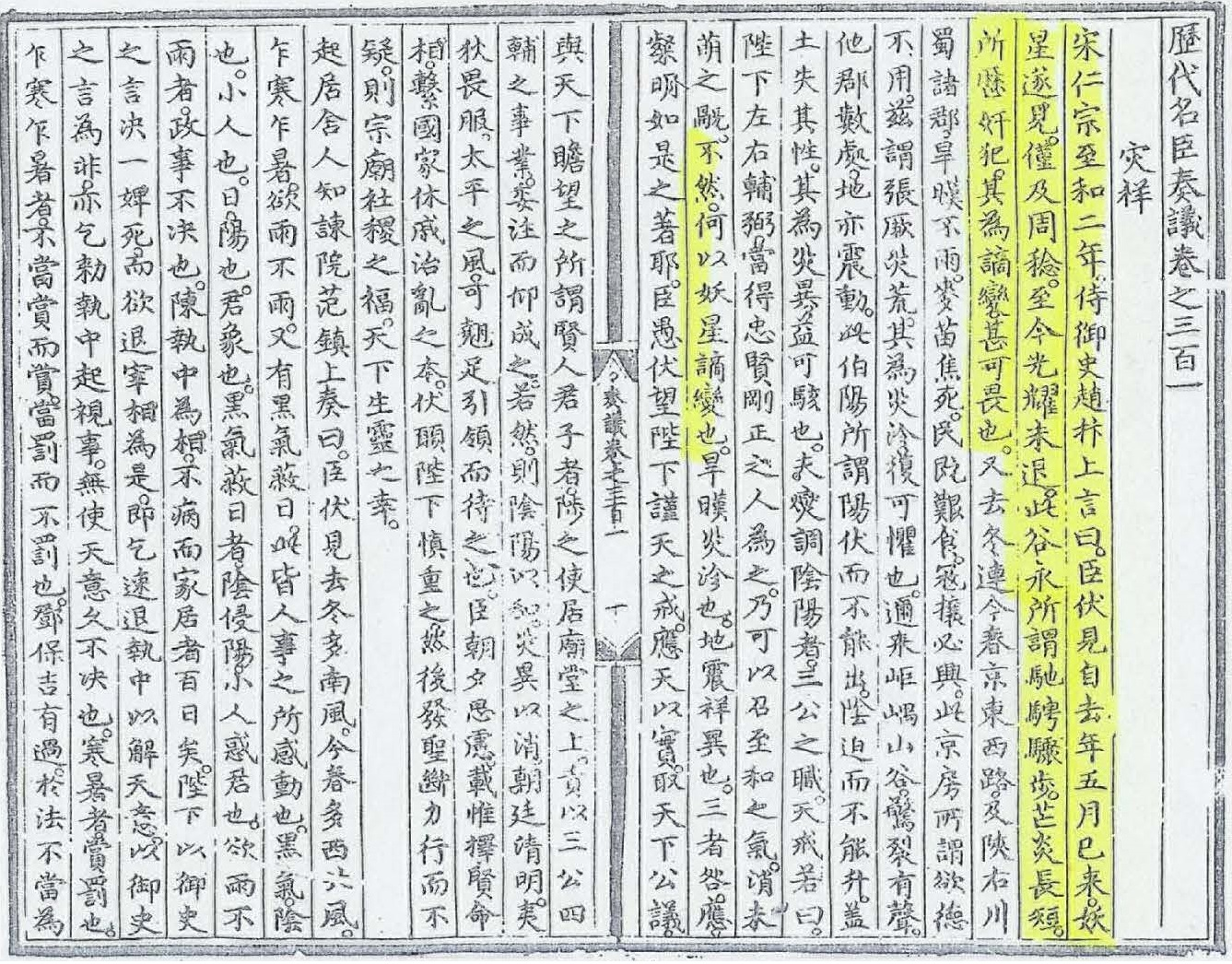
《역대명신주의(歴代名臣奏議)》에 기록된 객성. 강조된 부분이 SN 1054의 밝기에 관한 언급이다.

이 초신성 폭발은 중국 송나라와 일본, 이라크 등의 기록에 남아 있다.
다음은 송사(宋史)에 남은 기록이다.

지화 원년 5월 기축일(양력 7월 4일), 천관(天関, 황소자리 제타)에서 동남쪽으로 수 척 떨어진 곳에 (객성이) 나왔으며, 1년 남짓한 기간 동안 사라지지 않았다.
至和元年五月己丑，出天関東南可数寸，歳余稍没。
— 송사(宋史) 56권 (천문지)

(가우 원년 3월) 신미일(1056년 4월 6일), 사천감이 아뢰었다. “지화 원년 5월에 객성이 새벽 동녘 천관 즈음에 나타났는데, 이제 없어졌습니다.”
辛未，司天監言：自至和元年五月，客星晨出東方守天關，至是沒。
— 송사(宋史) 12권 (인종본기)

송회요(宋會要)에는 다음 기록이 있다.

지화 원년 7월 22일, 수장 감치사 양유덕이 아뢰었다. “객성이 출현한 것을 보았습니다. 그 별은 광채가 아주 밝은 황색이었습니다. 황제의 운을 점쳐보니, ‘객성이 필수에 미치지 못하였고 밝으니 나라에 대현군자가 나올 일’이라 하였습니다. 삼가 사관을 써서 백관이 축하할 수 있도록 허하여 주십시오.” 황제께서 사관에 그리 명하였다.
至和元年七月二十二日，守將作監致仕楊維德言：伏睹客星出現，其星上微有光彩，黃色。謹案《黃帝掌握占》云：客星不犯畢，明盛者，主國有大賢。乞付史館，容百官稱賀。詔送史館。

가우 원년 3월 사천감이 아뢰었다. “객성이 사라졌으니 그 징조도 다하였습니다. 처음엔 지화 원년 5월 새벽 동녘에 나타나 천관 옆에서 마치 태백성(금성)과 같아, 빛살이 사방으로 퍼졌고, 색은 붉고 희며, 23일동안은 낮에도 보였습니다.(凡見)”
嘉祐元年三月，司天監言：客星沒，客去之兆也。初，至和元年五月，晨出東方，守天關，晝見如太白，芒角四出，色赤白，凡見二十三日。

후지와라노 사다이에(藤原定家)의 메이게츠키(明月記)에는 음양사가 과거의 객성에 대한 보고를 한 기록이 있다.

後冷泉院 天喜二年 四月中旬以降 丑時 客星觜参度 見東方 孛天関星 大如歳星
고레이제이 천황 덴기(天喜) 2년 4월 중순 이후 축시 객성이 자수와 삼수 부근 동방에 나타나, 천관성을 소란스럽게 하고 크기는 세성(목성)에 비할 정도였다.